# Hôtel de Sens

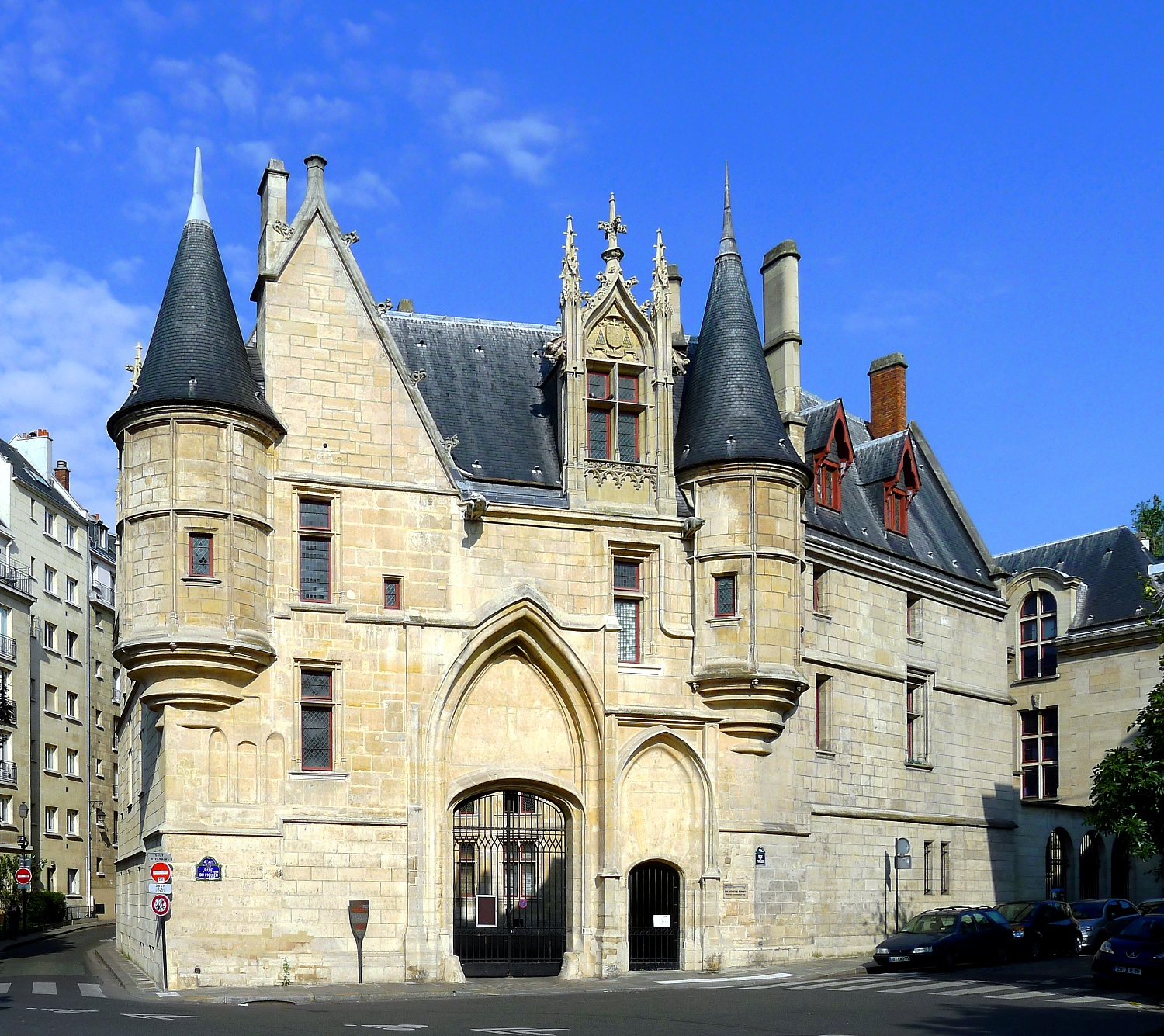
Westfassade

Das Hôtel de Sens befindet sich im 4. Arrondissement von Paris, in der Rue du Figuier nahe dem Ufer der Seine.
Dem Erzbischof von Sens unterstanden im Mittelalter weitere Bistümer, unter anderem auch das Bistum Paris. Der Erzbischof von Sens besaß seit 1292 ein Palais in Paris und als Tristan de Salazar 1475 Erzbischof wurde, ließ er das Palais im Flamboyantstil als eines der schönsten Häuser der Stadt neu errichten.
Als Paris 1622 selbst Erzbistum wurde, gaben die Erzbischöfe von Sens das Haus auf und vermieteten es. Von 1689 bis 1734 war es der Sitz der „Messageries, coches et carrosses de Lyon, Bourgogne et Franche-Comté“, einem Transportunternehmen. Es folgten in dem Gebäude eine Konservenfabrik, eine Marmeladenfabrik, eine Glaserei etc.
1911 erwarb die Stadt das Hôtel de Sens und ließ es restaurieren. Heute beherbergt es die der Kunst (Malerei, Architektur, Skulptur, Design etc.) gewidmete Bibliothèque Forney.